# Crasi
La crasi (dal greco antico: κρᾶσις?, krâsis) è un fenomeno fonetico che consiste nella fusione di due o più suoni vocalici; è quindi una forma di contrazione. Ad esempio, per crasi si forma nil da nihil o alcol da alcool.
La crasi non va confusa con sincrasi, cioè la fusione di più sillabe in una sola sillaba.